# AKS Niwka Sosnowiec
AKS Niwka Sosnowiec (dawniej AKS Górnik Sosnowiec) – polski męski klub piłkarski z Sosnowca, występujący w rozgrywkach sosnowieckiej klasy A.

## Informacje ogólne
- Pełna nazwa: Amatorski Klub Sportowy Niwka Sosnowiec
- Rok założenia: 1917
- Barwy: biało-zielone
- Adres: ul. Orląt Lwowskich 70, 41-208 Sosnowiec
- Stadion: Stadion AKS Niwka Sosnowiec przy ul. Orląt Lwowskich 70

pojemność – 1000 (300 siedzących)
oświetlenie – brak
wymiary – (109×65) m
- Prezes Klubu: Tomasz Kleszcz[1]
- Trener zespołu : Mateusz Wybański

## Historia
Klub powstał w 1917 we wsi Niwka, włączonej jako dzielnica do Sosnowca w 1953. Początkowo nosił nazwę Niweczanka, którą w 1932 zmieniono na Amatorski Klub Sportowy Niwka. W okresie II wojny światowej zespół brał udział w rozgrywkach o tytuł mistrza Zagłębia Dąbrowskiego. W latach 1971–1976 i ponownie w sezonie 1984–1985 występował na poziomie II ligi polskiej. Klub był wówczas sponsorowany przez kopalnię węgla kamiennego Niwka-Modrzejów oraz Wytwórnię Maszyn Górniczych. W 1985 przegrał w 1/16 finału z późniejszym zdobywcą Pucharu Polski „GKS Katowice”. Przez wiele sezonów występował w III lidze. W 2001 klub zmienił swoją nazwę z AKS Górnik Sosnowiec na AKS Niwka Sosnowiec. Od sezonu 2002/2003 do 2014/2015 klub brał udział w rozgrywkach śląskiej klasy okręgowej. W sezonach od 2015/2016 do 2017/2018 klub uczestniczył w rozgrywkach klasy A okręgu Sosnowiec. Od sezonu 2018/2019 do 2019/2020 grał ponownie w rozgrywkach śląskiej klasy okręgowej, a od sezonu 2020/2021 (już jako AKS 1917 Niwka Sosnowiec) do 2024/2025 rywalizuje w rozgrywkach ligowych klasy A okręgu Sosnowiec.